# Джо Вердер
Джо Вердер (англ. Joe Verdeur, 7 березня 1926 — 6 серпня 1991) — американський плавець.
Олімпійський чемпіон 1948 року.